# Czarkow
Czarkow (ros. Чарков) – wieś (aał) w Rosji, w Chakasji, w rejonie ust-abakańskim. W 2010 liczyła 1129 mieszkańców.